# Campionati europei di ciclismo su strada 2017 - Cronometro maschile Under-23
La cronometro maschile Under-23 dei Campionati europei di ciclismo su strada 2017, ventunesima edizione della prova, si disputò il 3 agosto 2017 su un percorso di 32 km con partenza ed arrivo a Herning, in Danimarca. La medaglia d'oro fu appannaggio del danese Kasper Asgreen, il quale completò il percorso con il tempo di 37'33"38, alla media di 50,3 km/h; l'argento andò all'altro danese Mikkel Bjerg e bronzo al francese Corentin Ermenault.
Sul traguardo 51 ciclisti su 52 iscritti alla partenza, portarono a termine la competizione.

## Ordine d'arrivo (Top 10)
| Pos. | Corridore          | Squadra   | Tempo    |
| ---- | ------------------ | --------- | -------- |
| 1    | Kasper Asgreen     | Danimarca | 37'33"38 |
| 2    | Mikkel Bjerg       | Danimarca | a 1"     |
| 3    | Corentin Ermenault | Francia   | a 22"    |
| 4    | Edoardo Affini     | Italia    | a 31"    |
| 5    | Dmitrij Strachov   | Russia    | a 1'27"  |
| 6    | Patrick Gamper     | Austria   | a 1'30"  |
| 7    | Markus Freiberger  | Austria   | a 1'37"  |
| 8    | Marc Hirschi       | Svizzera  | a 1'37"  |
| 9    | Alexys Brunel      | Francia   | a 1'43"  |
| 10   | Senne Leysen       | Belgio    | a 1'45"  |